# K-9 (미사일)
K-9(NATO 보고명 AA-4 'Awl')은 1950년대 후반 소련이 개발한 단거리 공대공 미사일이다. 항공기 제작사인 미코얀-구레비치의 사업부인 MKB 라두가가 설계했다. K-9은 K-155로도 알려져 있으며, R-38이라는 제식 명칭을 가졌을 것으로 보인다. 이 미사일은 미코얀-구레비치 MiG-25 '폭스배트'의 전신인 실험적인 고속 쌍발 엔진 항공기인 미코얀-구레비치 Ye-152A(NATO 보고명 '플리퍼')에 장착하기 위해 고안되었다. 1961년 투시노에서 Ye-152A가 공개될 때, K-9 미사일의 시작형도 함께 전시되었다.
'플리퍼'와 '아울' 모두 생산에 들어가지 않았다.

## 내용주
1. ↑  Gordon, pp. 13–15
2. ↑  Gordon, p. 15